# Monophlebulus subterraneus
Monophlebulus subterraneus är en insektsart som beskrevs av Morrison 1923. Monophlebulus subterraneus ingår i släktet Monophlebulus och familjen pärlsköldlöss. Inga underarter finns listade i Catalogue of Life.